# Santo Amaro da Imperatriz
 (février 2009).
Pour les articles homonymes, voir Santo Amaro.
Santo Amaro da Imperatriz est une ville brésilienne de l'État de Santa Catarina.

## Généralités
Santo Amaro da Imperatriz fait partie de la région métropolitaine de Florianópolis. La ville possède une situation géographique privilégiée, liée à la fois avec les hauts-plateaux et le littoral de Santa Catarina par la route nationale BR-282. La ville est également traversée par le rio Cubatão do Sul.

## Géographie
Santo Amaro da Imperatriz se situe à une latitude de 27° 41' 16" sud et à une longitude de 48° 46' 44" ouest, à une altitude de 18 mètres.
Sa population était de 19 830 habitants au recensement de 2010. La municipalité s'étend sur 311 km2, dont 72 % sont situées en réserve naturelle protégée.
Elle fait partie de la microrégion de Florianópolis, dans la mésorégion du Grand Florianópolis.

## Histoire
La colonisation de Santo Amaro da Imperatriz est liée à la découverte de la source d'eaux thermales par des chasseurs en 1813. Le gouvernement impérial envoya alors une détachement de police pour assurer la garde des lieux, la région étant habitée par des indiens hostiles. Le 18 mars 1818, le roi Jean VI y décida la création d'un hôpital, premier établissement thermal du Brésil. En octobre 1845, Santo Amaro da Imperatriz reçut la visite du couple impérial, Pierre II et sa femme Thérèse-Christine, qui commanda la construction d'un immeuble pour recevoir les visiteurs en quête de soulagement pour leurs douleurs. En hommage à l'impératrice, la localité et ses alentours - alors appelée Caldas do Cubatão -, fut rebaptisée Caldas da Imperatriz.
Après plusieurs changements de nom, elle devient Santo Amaro da Imperatriz en 1949 et est élevée au rang de municipalité en 1958, par démembrement de Palhoça.

## Tourisme et économie
La ville offre de multiples options de loisirs, entre ses eaux thermales, ses richesses naturelles et ses diverses fêtes religieuses et culturelles.
Des montagnes imposantes couvertes de forêt atlantique offrent un environnement splendide pour les touristes pratiquant l'écotourisme.
Peuplée de plus de 18 000 habitants, la ville est calme et hospitalière. Les eaux, jaissant à une température de plus de 40 °C, sont reconnues internationalement pour leurs propriétés thérapeutiques.
L'économie de la ville est fondée sur l'exploitation, à des fins de santé et de tourisme, des eaux thermales. On trouve également diverses cultures dans la municipalité, parmi lesquelles le maïs, la tomate et la pomme de terre.

## Administration
La municipalité est constituée d'un seul district, siège du pouvoir municipal.

## Villes voisines
Santo Amaro da Imperatriz est voisine des municipalités (municípios) suivantes :
- São José
- Palhoça
- Paulo Lopes
- São Bonifácio
- Águas Mornas
- São Pedro de Alcântara